# Гипперт, Йост
 Йост Гипперт  (нем. Jost Gippert; род. 12 марта 1956, Винц-Нидервенигерн, ныне Хаттинген) — немецкий лингвист, кавказовед, профессор сравнительного языкознания в институте эмпирического языкознания в университете Гёте во Франкфурте-на-Майне.

## Биография

Бернард Оуттиер, Йост Гипперт, Винфрид Бёдер

В 1972 закончил Gymnasium (Germany) им. Лейбница в Эссене-Алтенэссене. С 1972 по 1977 гг. учился в университете Марбурга и Берлина (свободный университет) по специальностям: сравнительное языкознание, индология, японология и китаеведение. После учёбы получил степень доктора философии в 1977 г., написав работу по синтаксису инфинитивных образований в индоевропейских языках. В 1977—1990 гг. работал научным сотрудником, преподавателем-ассистентом, лектором в университетах в Берлине, Вене и Зальцбурге. В 1991 г. Й. Гипперт защитил докторскую диссертацию об иранских заимствованиях в армянском и грузинском языках в университете Бамберга.
С 1994 г. Й. Гипперт преподает сравнительное языкознание в университете Гёте во Франкфурте-на-Майне. С 1996 г. является иностранным членом Академии наук в Гелати (Грузия), с 2002 г. — член турфанской комиссии и с 2007 г. член центра «Язык» Академии наук Берлин-Бранденбург.
В 1997 г. Й. Гипперт стал почетным профессором университета им. Орбелиани в Тбилиси, в 2009 г. — почетным доктором университета им. Джавахишвили и в 2013 г. почётным доктором университета им. Шота Руставели в Батуми.
Став в 1994 г. профессором сравнительного языкознания в университете Гёте во Франкфурте-на-Майне, Й. Гипперт занимается наряду с изучением индоевропейских языков общей языковой типологией кавказских языков. Изучению последних посвящён ряд совместных проектов, осуществлённых под его руководством.
Будучи также и компьютерным лингвистом Й. Гипперт руководит над созданным под его эгидой в 1987 г. проектом TITUS, включающим первоисточники древних индоевропейских и ряда кавказских языков.
К кругу интересов Й. Гипперта принадлежат историческое сравнительное языкознание, типология, корпусная лингвистика, мультимедийная языковая документация и цифровой анализ рукописей.

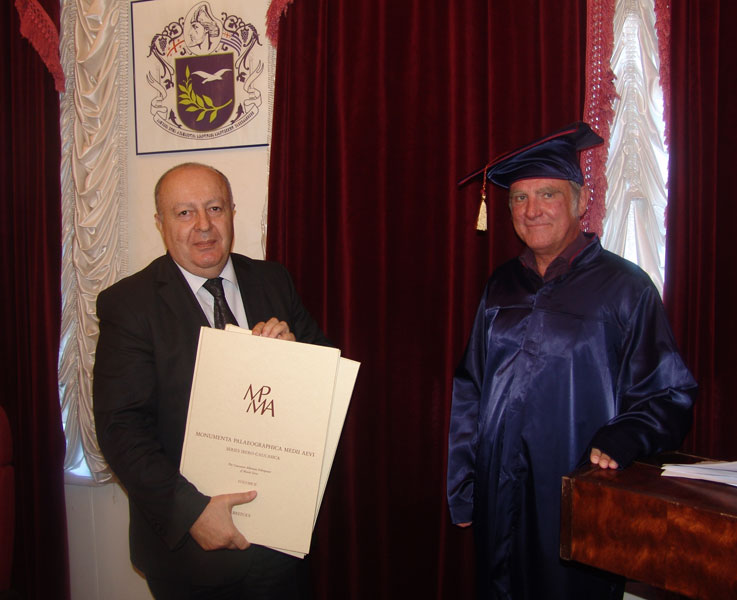
Йост Гипперт, Батуми, 2013

## Цифровые гуманитарные науки (Digital humanities)

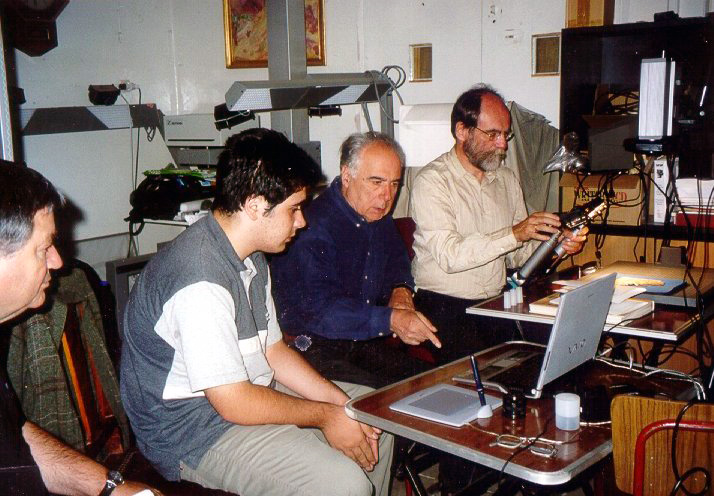
Исследования палимпсестов с горы Синай

### Проекты TITUS, ARMAZI, GNC, LOEWE
Й. Гипперт — основатель и руководитель проекта TITUS (тезаурус индоевропейских текстовых и языковых материалов), включающего в себя тексты древних индоевропейских языков в оцифрованной форме (с 1987 г.).
С 1999 г. Й. Гипперт является инициатором проекта ARMAZI (Кавказские языки и культура), состоящего из материалов кавказских языков в оцифрованной форме. Созданные материалы стали позже частью проекта Грузинского национального корпуса.
С 2010 г. Й. Гипперт руководит темой «Цифровые гуманитарные науки земли Гессен: подготовка и обработка текстовых корпусов» в рамках проекта «Landes-Offensive zur Entwicklung Wissenschaftlich-ökonomischer Exzellenz (LOEWE)» (совместный проект университета Гёте, технического университета Дармштадта и Музея Гёте во Франкфурте-на-Майне).

### Цифровой анализ рукописей
С середины 1990 гг. Й. Гипперт интенсивно занимается восточными рукописями в рамках проектов, направленных на оцифровывание (например, тохарские рукописи турфанской коллекции Берлина) или на редактирование палимпсестов (например, агванские палимпсесты Синая). В ходе этой деятельности Й. Гипперт работал в 2009 г. приглашённым учёным в научной группе «Рукописные культуры» в университете Гамбурга.
Летом 2013 г., являясь членом Petra-Kappert-Fellow, вторично работал в Гамбурге, создав тем временем область специальных научных исследований 950 «Рукописные культуры Азии, Африки и Европы», с целью создания энциклопедии «Encyclopedia of Manuscript Cultures of Asia and Africa», а также монографии «Comparative Oriental Manuscript Studies».

## Деятельность

### Проекты (избранное)
- 1995—1998 (DFG): Avesta and Rigveda: Electronic Analysis
- 1995—1999 (INTAS): The Georgian Verbal System
- 1999—2002 (Volkswagen Foundation, EUR 117,900): Caucasian Languages and Cultures: Electronic Documentation
- Since 2000 (DFG): Graduate School «Types of Clauses: Variation and Interpretation»
- 2002—2006 (Volkswagen Foundation, EUR 167,800): Endangered Caucasian Languages in Georgia
- 2003—2007 (Volkswagen Foundation): Palimpsest Manuscripts of Caucasian Provenience
- 2005—2009 (INTAS): Georgian Gospels
- 2005—2007 (Volkswagen Foundation, EUR 189,000): The Linguistic Situation in modern-day Georgia[11]
- 2008—2014 (DFG, EUR 240,000): Old German Reference Corpus
- Since 2008 (BMBF): German Language Resource Infrastructure
- 2009 (Volkswagen Foundation, EUR 400,000): Aché Documentation Project
- Since 2009 (DFG/NEH, EUR 96,000): RELISH (Rendering Endangered Languages Lexicons Interoperable Through Standards Harmonization)
- Since 2009 (Volkswagen Foundation): Georgian Palimpsest Manuscripts
- 2010 (Google Inc., US$49,600): Corpus Caucasicum
- Since 2011 (HMWK, EUR 3,792,000): LOEWE Research Unit «Digital Humanities — Integrated Processing and Analysis of Text-based Corpora»
- Since 2011 (Volkswagen Foundation, EUR 299,600): Khinalug Documentation Project
- Since 2011 (DFG): Relative Clauses in a Typological View
- Since 2012 (Volkswagen Foundation, EUR 390,400): Georgian National Corpus

## Публикации (избранное)
- 1977: The syntax of infinitival formations in the Indo-European languages. (Europäische Hochschulschriften, 21/3), 360 pp.; Frankfurt, Bern, Las Vegas: Lang 1978. Dissertation
- 1990: Iranica Armeno-Iberica. A study of Iranian loan words in Armenian and Georgian, 451 + 389 pp.; Vienna: Austrian Academy of Sciences 1993. Inaugural dissertation.
- 2007: Gippert, Jost / Sarjveladze, Zurab / Kajaia, Lamara: The Old Georgian Palimpsest Codex Vindobonensis georgicus 2, edited by Jost Gippert in co-operation with Zurab Sarjveladze and Lamara Kajaia, 368 pp.; Turnhout: Brepols 2007.
- 2008: Gippert, Jost / Schulze, Wolfgang / Aleksidze, Zaza / Mahé, Jean-Pierre: The Caucasian Albanian Palimpsests of Mount Sinai, 2 vols., XXIV + 530 pp.; Turnhout: Brepols 2009.
- 2010: Gippert, Jost / Schulze, Wolfgang / Aleksidze, Zaza / Mahé, Jean-Pierre: The Caucasian Albanian Palimpsests of Mount Sinai. Vol. III: The Armenian Layer, edited by Jost Gippert., 220 pp.; Turnhout: Brepols 2010.